# Claude Marin
Claude Marin (Châtenay-Malabry, 30 marzo 1931 – Clamart, 31 agosto 2001) è stato un fumettista francese.

## Biografia
Già all'età di 14 anni in una mostra di disegno per ragazzi incontra Jacques Dumas, cartoonist più comunemente conosciuto con lo pseudonimo di Marijac, che lo convince a proseguire la sua attività artistica. Quindi un anno dopo, nel 1946, gli affida il disegno della serie Rouletabousse Reporter che appare su Coq Hardi, rivista pubblicata dallo stesso Dumas. Marin vi collaborerà fino al 1955, illustrando nel frattempo le serie Le Père Noel e Les trois Mousquetaires du Far West.
Durante gli anni cinquanta Marin dimostra di cavarsela sia con personaggi umani che con personaggi antropomorfi e realizza la serie PinPin le Lapereau, continuando con altre serie che vedranno la luce negli anni sessanta in altre riviste dirette da Dumas.
Già nel 1949 (3 anni dopo aver iniziato a disegnare) Marin collabora con riviste extra-francesi creando per il Belgio storie che verranno pubblicate su periodici come Spirou. Nel 1966 inizia a lavorare nel campo pubblicitario e dal 1970 al 1975 lavorerà solo in questo settore. È in questo periodo che cura la pubblicazione, per conto di una ditta di abiti per bambini, di Bambino Magazine e nel frattempo realizza illustrazioni per una serie di mini-libri distribuiti con delle confezioni del formaggino Junior.
Nel periodo 1975-1976 torna a scrivere storie a fumetti: Frère Boudin  e Ancestralemment votre, rispettivamente per Achille Talon Magazine e per Schtroumpfanzine.
Nel 1979 Marin viene contattato da Pierre Nicolas che ha l'incarico, da parte del settimanale Le Journal de Mickey, di selezionare un nuovo staff creativo e Marin è tra i due cartoonist francesi scelti (l'altro è Chebille, alias Glen-Clo). Marin accettò molto volentieri l'incarico perché già da ragazzo avrebbe voluto disegnare personaggi Disney.
Debutta così sul numero 1461 del settimanale come autore disneyano a tutti gli effetti, con serie di storie che hanno come protagonista Pippo in veste di tedoforo olimpico che tra l'altro saranno sceneggiate anche da François Corteggiani.
Durante tutti gli anni ottanta Marin scrive numerose storie con protagonisti i topi tra le quali Mickey complice di Fantome Noir nella quale il cattivo di turno è Macchia Nera. Nonostante ciò Marin riesce a cavarsela anche con i paperi, ad esempio in  Ciccio in Complotto sul pianeta verde, pubblicata sul numero 199 di Zio Paperone. Il personaggio che nella storia veste i panni del principe Sombrido è in realtà chiaramente ispirato al coccodrillo di Fantasia (1940) della danza delle ore.
Per i lettori extra-francesi resta però sempre e soprattutto il disegnatore di Disney Babies cioè delle storie con protagonisti Topolino e co. in versione neonati. Marin li disegnerà per la prima volta nel 1986 pubblicandoli sul numero 1769 del le Journal de Mickey e in tutto realizza 558 tavole singole.
La serie verrà pubblicata fino al 1997 anno in cui Marin si ammalerà di ictus e lascerà alla redazione il compito di completare la storia che stava disegnando Mickey Le mille et une enuis. Marin sembra riprendersi, ma ha invece una ricaduta e muore il 31 agosto 2001.